# جادسون (کارولینای جنوبی)
جادسون(به انگلیسی: Judson) شهری در ایالت کارولینای جنوبی کشور ایالات متحده آمریکا است که جمعیت آن در سرشماری سال ۲۰۱۰ میلادی، ۲٬۰۵۰ نفر بوده‌است.